# Werner Block (Mediziner)
Werner Block (* 5. März 1893 in Bochum; † 19. September 1976 in Hannover) war ein deutscher Chirurg und Sammler von Totentanzdarstellungen.

## Leben
Der 1893 in Bochum geborene Block absolvierte sein Medizinstudium an der Albert-Ludwigs-Universität Freiburg und der Universität Straßburg. 1919 ließ er sich in Berlin nieder, wo er bis 1924 als Assistent von August Bier arbeitete.
Von 1924 bis 1930 wirkte er als Chefarzt im Marienhospital in Witten. Ab 1930 war er Leiter der Chirurgischen Abteilung des Gertrauden-Krankenhauses in Berlin-Wilmersdorf. 1936 habilitierte er mit einer Arbeit über Fehler und Gefahren bei der Zugbehandlung der Knochenbrüche. 1951 wurde Block zum außerplanmäßigen Professor der FU Berlin ernannt. Er forschte insbesondere zu Frakturenbehandlungen und Durchblutungsstörungen.
Seit 1920 war Block Mitglied der Deutschen Gesellschaft für Chirurgie (DGCh), bei der er von 1950 bis 1958 Kassenführer war, 1959 Präsident der Gesellschaft wurde und von 1960 bis 1965 als Generalsekretär wirkte. Die DGCh ernannte Block 1964 zu ihrem Ehrenmitglied und zeichnete ihn 1972 mit der Werner-Körte-Medaille in Gold aus. Bei der Berliner Chirurgischen Gesellschaft war Block von 1955 bis 1957 Vorsitzender. Vom Westberliner Teil der Gesellschaft wurde er später zum Ehrenmitglied ernannt.
Werner Block sammelte über Jahrzehnte Graphiken zu Totentanzdarstellungen in der europäischen Kunst. 1966 veröffentlichte er das Buch Der Arzt und der Tod in Bildern aus sechs Jahrhunderten. Seine umfangreiche Totentanz-Sammlung mit über 890 graphischen Blättern, Aquarellen, Zeichnungen und Mappenwerken wurde 1976 kurz vor Blocks Tod von der Heinrich-Heine-Universität Düsseldorf erworben und legte dort den Grundstein der  Grafiksammlung „Mensch und Tod“, die für Kunst- und Medizinhistoriker einen breiten Überblick über die Entwicklung von Todesdarstellungen bietet.
Block, der zuletzt in Hannover lebte, starb im September 1976 im Alter von 83 Jahren nach langer schwerer Krankheit.

## Veröffentlichungen
- mit Rudolf Klapp: Die Knochenbruchbehandlung mit Drahtzügen. Urban & Schwarzenberg, Berlin/Wien 1930.
- Die normale und gestörte Knochenbruchheilung. Enke, Stuttgart 1940.
- Die Durchblutungsstörungen der Gliedmassen. De Gruyter, Berlin 1951.
- Misserfolge und Beschwerden nach Gallensteinoperationen. Enke, Stuttgart 1956.
- Wundheilungsprobleme. Springer, Berlin/Heidelberg 1959.
- Der Arzt und der Tod in Bildern aus sechs Jahrhunderten. Enke, Stuttgart 1966.